# Vindrose (forlag)
 For alternative betydninger, se Vindrose. (Se også artikler, som begynder med Vindrose)
Vindrose er dansk bogforlag, der blev oprettet 1979 som et datterselskab af Gyldendal. Forlaget havde i begyndelsen en venstreorienteret profil.
Forlagets leder var Erik Vagn Jensen (1930-1995), der 1962-79 havde været forlagsredaktør i Gyldendals afdeling for skønlitteratur. Jensens gode forfatterkontakter gav Vindrose en markant position med udgivelser af bl.a. William Heinesen, Ebbe Kløvedal Reich og Dea Trier Mørch. I 1983 overtog han selv forlaget, og i 1989 blev det underlagt Borgens Forlag, der siden Vagn Jensens død har drevet det videre med et selvstændigt program.